# Xp-AntiSpy
xp-AntiSpy ist ein Programm für Windows zur Änderung von Betriebssystem-Einstellungen, hauptsächlich betreffend die Datenübertragung (Telemetrie) an Microsoft. Die Entwicklung und die Internetseite von xp-AntiSpy waren sieben Jahre lang, bis 1. März 2011, werbefinanziert. Am 4. Jänner 2013 stellte der Entwickler Chris Taubenheimam die Software quelloffen auf GitHub. 2015 wurde die Weiterentwicklung nach einer letzten Anpassung an Windows 10 eingestellt.
Das Programm konzentriert sich auf die zahlreichen Windows-Dienste und Einstellungen, die über das Internet mit Microsoft Kontakt aufnehmen, wie z. B. der Aktualisierungsdienst. Auch zahlreiche andere Änderungsmöglichkeiten wurden eingebaut, die laut Hersteller der Optimierung dienen sollen.

## Funktionen
- Automatische Fehlerberichterstattung von Windows und Microsoft Office deaktivieren
- Senden von Windows-Media-Player-Daten an Microsoft unterbinden
- Einige Einstellungen am Internet Explorer vornehmen
- Tuningeinstellungen wie „Schnelles Herunterfahren“ aktivieren
- Windows Messenger deinstallieren
- Nicht benötigte Dienste wie z. B. den Indexdienst deaktivieren

## Sonstiges
Auch unerfahreneren Benutzern soll das Programm einen relativ sicheren Umgang mit systemnahen Einstellungen ermöglichen. Profile erleichtern das Ändern mehrerer Einstellungen (z. B. zum Wiederherstellen der Standardeinstellungen). Die Software ist neben Englisch und Deutsch auch in einigen anderen Sprachen verfügbar. Es ist auch als „Zip“-Variante erhältlich, die keine Installation benötigt.